# Micajah Thomas Hawkins
Micajah Thomas Hawkins (* 20. Mai 1790 bei Warrenton, Warren County, North Carolina; † 22. Dezember 1858 ebenda) war ein US-amerikanischer Politiker. Zwischen 1831 und 1841 vertrat er den Bundesstaat North Carolina im US-Repräsentantenhaus.

## Werdegang
Micajah Hawkins war ein Neffe der US-Senatoren Benjamin Hawkins (1754–1818) und Nathaniel Macon (1757–1837). Er besuchte zunächst die Warrenton Academy und studierte danach an der University of North Carolina in Chapel Hill. Danach wurde er in der Landwirtschaft tätig. Gleichzeitig begann er in North Carolina eine politische Laufbahn. In den Jahren 1819 und 1820 war er Abgeordneter im Repräsentantenhaus von North Carolina; zwischen 1823 und 1827 gehörte er dem Staatssenat an. Als Mitglied der Staatsmiliz brachte er es bis zum Generalmajor.
Politisch schloss sich Hawkins in den 1820er Jahren der Bewegung um den späteren Präsidenten Andrew Jackson an und wurde Mitglied der von diesem 1828 gegründeten Demokratischen Partei. Nach dem Rücktritt des Kongressabgeordneten Robert Potter wurde er bei der fälligen Nachwahl für den sechsten Sitz von North Carolina als dessen Nachfolger in das US-Repräsentantenhaus in Washington, D.C. gewählt, wo er am 15. Dezember 1831 sein neues Mandat antrat. Nach vier Wiederwahlen konnte er bis zum 3. März 1841 im Kongress verbleiben. Diese Zeit war bis 1837 von den Diskussionen um die Politik von Präsident Jackson bestimmt. Dabei ging es um die umstrittene Durchführung des Indian Removal Act, die Nullifikationskrise mit dem Staat South Carolina und die umstrittene Bankenpolitik des Präsidenten.
1840 verzichtete Hawkins auf eine weitere Kandidatur. In den folgenden Jahren betätigte er sich wieder in der Landwirtschaft. 1846 wurde er noch einmal in den Senat von North Carolina gewählt; in den Jahren 1854 und 1855 war er Mitglied im Staatsrat (Council of State). Er starb am 22. Dezember 1858 an seinem Geburtsort nahe Warrenton und wurde auf dem familieneigenen Friedhof beigesetzt.